# Liste der Bürgermeister von Borken (Hessen)
Dieser Artikel behandelt die Bürgermeister der Stadt Borken (Hessen) in Deutschland.

## Geschichte
Für die Bürgermeister der Stadt Borken gibt es belegte Aufzeichnungen bis zurück in das Jahr 1491. Bis ins frühe 19. Jahrhundert fand die Wahl jedes Jahr zu Michaelis statt. Erst mit Ende des 19. Jahrhunderts ändert sich die Länge der Amtszeiten der Bürgermeister auf bedeutend längere Zeiträume.

### Kurfürstentum Hessen
Das Kurfürstentum Hessen führte 1834 die kurhessische Gemeindeordnung ein.
Bis 1866 gehörte Borken zum Kurfürstentum Hessen. Infolge des verlorenen Deutschen Krieges kam das Kurfürstentum zu Preußen und wurde ein Teil der Provinz Hessen-Nassau.

### Preußen
Mit dem Übergang in preußischen Besitz änderten sich die gesetzlichen Grundlagen für die Wahl zum Bürgermeister. Es galt jetzt die preußische Landgemeindeordnung in Verbindung mit der revidierten preußischen Städteordnung.

### Zeit des Nationalsozialismus
Am 12. März 1933 fand die letzte Gemeindewahl in der nationalsozialistischen Zeit statt. Die Bürger wählten wie folgt:
| Partei | Stimmen |
| ------ | ------- |
| NSDAP  | 550     |
| SPD    | 188     |
| KPD    | 014     |

Mit der in 1935 für ganz Deutschland gültigen „Deutsche Gemeindeordnung“ änderten sich die Funktion und Legitimation der Bürgermeister und Gemeinderäte. Dies wird anhand folgender Beispiele deutlich:
- Der Landrat verfügte am 12. Januar 1935, dass für die Berufung zum Gemeinderat der Bewerber arischer Abstammung sein musste.
- Nach den gesetzlichen Bestimmungen stand der Gauleitung der NSDAP das Vorschlagsrecht zur Berufung der Gemeinderäte zu.
- Am 20. Mai 1935 verfügte der Landrat, dass die Schöffen jetzt die Amtsbezeichnung Beigeordnete tragen.
- In der Landratsverfügung vom 13. Juli 1936 wurde festgelegt, dass der Beauftragte der NSDAP die Gemeinderäte im Einvernehmen mit dem Bürgermeister beruft.[2]

### Besatzungszeit
Nach dem verloren gegangenen Zweiten Weltkrieg gehörte Borken zur US-amerikanischen Besatzungszone. Die amerikanische Militärregierung setzte am 26. April 1945 Heinrich Albrecht als Bürgermeister ein.
In der Folgezeit erklärte sich die Militärregierung nach einer Landratsverfügung vom 27. September 1945 damit einverstanden, dass Gemeinderäte berufen werden können. Jedoch durften die zu berufenden keine Mitglieder der NSDAP oder einer ihrer Gliederungen gewesen sein. Mit Verfügung vom 13. November 1945 teilte der Landrat mit, dass es keine Bedenken gegen die vom Bürgermeister vorgeschlagenen Kandidaten gibt.
Im Januar 1946 fanden die ersten Gemeinderatswahlen statt. An der Wahl durften keine Personen wählen, die infolge der Entnazifizierungsvorschriften ausgeschlossen wurden. Auch konnten ein Großteil der Flüchtlinge nicht wählen, da sie weniger als sechs Monate in Hessen gelebt hatten.

### Bundesrepublik Deutschland
Seit der Gründung der Bundesrepublik Deutschland gehört Borken zu Hessen. Dementsprechend ist die hessische Gemeindeordnung die Grundlage für die Wahlen des Bürgermeisters. Bis zum 31. März 1993 wurden die Bürgermeister von der Stadtverordnetenversammlung gewählt. Seit dem 1. April 1993 wird der Bürgermeister in einer Direktwahl von den wahlberechtigten Bürgern nach den Grundsätzen der Mehrheitswahl gewählt.
Der erste direkt gewählte Bürgermeister war Bernd Heßler.

#### Ergebnisse der Direktwahlen
- Bei der ersten Bürgermeisterdirektwahl am 2. Mai 1993 haben die Borkener Bürger Bernd Heßler (SPD) mit 72,1 %, gegenüber 27,9 % für seinen Herausforderer Oskar Breiding (CDU), direkt gewählt. Die Wahlbeteiligung lag bei 71,5 %.[5]
- In der zweiten Bürgermeisterdirektwahl am 11. April 1999 stellte sich Bernd Heßler (SPD) zwei Gegenkandidaten. Detlef Baumann von der CDU erzielte dabei 14,7 %. Martin Appelhans (parteilos) erreichte 13,5 % der Stimmen. Wiedergewählt wurde Bernd Heßler mit 71,8 % der Stimmen. Gegenüber der Wahl von 1993 stieg die Wahlbeteiligung leicht auf 73,6 %.[6]
- Die dritte Bürgermeisterdirektwahl vom 10. April 2005 wurde zwischen Susanne Albers (FWG), Martin Appelhans (parteilos) und Bernd Heßler entschieden. Bernd Heßler konnte 60,0 % der Stimmen auf sich vereinen und war damit wiedergewählt. Susanne Albers erreichte 31,0 % und Martin Appelhans 9,0 %. Mit 62,2 % Wahlbeteiligung sank diese um 11,4 %-Punkte gegenüber der Wahl von 1999.[7]
- Bei der Bürgermeisterdirektwahl am 27. März 2011 gab es keinen Gegenkandidaten zu Bernd Heßler. Er wurde bei einer Wahlbeteiligung von 57,9 % mit 3696 Stimmen (= 63 %) wiedergewählt.[8]
- Die Bürgermeisterwahl am 6. September 2015 wurde notwendig, weil der amtierende Bürgermeister Bernd Heßler bekannt gab, dass er am 31. Dezember 2015 sein Amt niederlegt.[9] Bei der Wahl traten Carsten Schletzke (SPD)[10] und Marcel Pritsch-Rehm (FWG mit Unterstützung durch die CDU[11]) gegeneinander an. Die Wahlbeteiligung betrug 60,1 % (Wahlberechtigte: 10.272).[12] Als neuer Bürgermeister wurde Marcel Pritsch-Rehm gewählt.[11]

## Liste der Bürgermeister
Bis zur Eingemeindung in die Stadt Borken, von den Gemeinden Dillich, Freudenthal, Haarhausen, Gombeth, Lendorf, Pfaffenhausen, Singlis und Stolzenbach zum 31. Dezember 1971 und den Gemeinden Arnsbach, Großenenglis, Kleinenglis mit Kerstenhausen, Nassenerfurth und Trockenerfurth am 1. Januar 1974, sind die hier genannten Bürgermeister ausschließlich für die Stadt Borken tätig gewesen.
| 15. und 16. Jahrhundert             | 15. und 16. Jahrhundert                                  | 15. und 16. Jahrhundert                                                                          |
| Jahr                                | Bürgermeister                                            | Anmerkung                                                                                        |
| ----------------------------------- | -------------------------------------------------------- | ------------------------------------------------------------------------------------------------ |
| 1491–1527                           | Claß Fischbach                                           |                                                                                                  |
| 1527–1543                           | Hans Privis                                              |                                                                                                  |
| 1543–1561                           | Curt Firklingk                                           |                                                                                                  |
| 1561–1564                           | Hermann Forstmöller                                      | als ehemaliger Bürgermeister genannt                                                             |
| 1564–1585                           | Hans Hanstein                                            | Proconsul                                                                                        |
| 1585–1593                           | Philipp Vauck                                            |                                                                                                  |
| 1593–1598                           | H. Gnatz                                                 |                                                                                                  |
| 1598–1606                           | Joh. Weiß                                                |                                                                                                  |
| 17. Jahrhundert                     |                                                          |                                                                                                  |
| Jahr                                | Bürgermeister                                            | Anmerkung                                                                                        |
| 1606–1612                           | Ludwig Lohr                                              |                                                                                                  |
| 1612–1613                           | Adam Weiß                                                |                                                                                                  |
| 1613–1614                           | Otto Wiesenfelder                                        |                                                                                                  |
| 1614–1628                           | Adam Weiß                                                |                                                                                                  |
| 1628–1630                           | Görge Fischbach Christoffel Keiser                       |                                                                                                  |
| 1630–1632                           | Joh. Waßmuth                                             |                                                                                                  |
| 1632–1647                           | Joh. Vierling                                            |                                                                                                  |
| 1647–1651                           | Johannes Wolf                                            |                                                                                                  |
| 1651–1652                           | Joh. Craft                                               |                                                                                                  |
| 1652                                | Philipp Schmidt                                          | gewesener Bürgermeister                                                                          |
| 1652–1653                           | Joas Osterling                                           |                                                                                                  |
| 1653                                | Gerhard Krafft                                           |                                                                                                  |
| 1653–1654                           | Johannes Waßmuth                                         |                                                                                                  |
| 1655                                | Johann Crafft                                            |                                                                                                  |
| 1656–1658                           | Phillip Keyser Kirchenmeister                            |                                                                                                  |
| 1658–1659                           | Valentin Wagenfelder Adam Guthardt                       | früher Bürgermeister                                                                             |
| 1659–1660                           | Joh. Hahn Wolf                                           |                                                                                                  |
| 1660–1661                           | Phillip Kölsch Johannes Wolff Claus Verna                |                                                                                                  |
| 1661–1663                           | Schilt Crafft                                            | Ratsverwandter und Senior, gewesener Bürgermeister,                                              |
| 1663–1665                           | Adam Guthardt                                            |                                                                                                  |
| 1665–1668                           | Nic. Waßmuth                                             |                                                                                                  |
| 1668–1670                           | Schilt Craft                                             |                                                                                                  |
| 1670–1674                           | Christoffel Muhli                                        |                                                                                                  |
| 1674–1676                           | ??                                                       |                                                                                                  |
| 1676–1677                           | Claus Verna                                              |                                                                                                  |
| 1680–1682                           | Konrad Roß                                               |                                                                                                  |
| 1683–166                            | Wiesenfelder                                             |                                                                                                  |
| 1686–1689                           | Nicolaus Becker Andreas Kraft Nicolaus Ferne Conradt Ros | alter Bürgermeister gewesener Bürgermeister und „alt rats gelitt“ könnte Konrad Roß gewesen sein |
| 1689–1699                           | Joh. Henrich Wiesenfelder                                |                                                                                                  |
| 1699–1701                           | Henrich Itter                                            |                                                                                                  |
| 18. Jahrhundert                     |                                                          |                                                                                                  |
| Jahr                                | Bürgermeister                                            | Anmerkung                                                                                        |
| 1701–1702                           | Christopher Muhl                                         | Muhli (?)                                                                                        |
| 1702–1707                           | Joh. Adam Crafft                                         |                                                                                                  |
| 1707–1708                           | Nik. Becker                                              |                                                                                                  |
| 1708–1710                           | Sebastian Schelh(a)se                                    | Organist und Bürgermeister                                                                       |
| 1710–1722                           | Itter                                                    | soll 2.000 Gulden unterschlagen haben                                                            |
| 1722–1724                           | Joh. Heinrich Wiesenfelder                               |                                                                                                  |
| 1724–1726                           | Henrich Regenbogen                                       | Bürgermeister und Acciser                                                                        |
| 1726–1728                           | Schild Krafft                                            | bisher Casten- und Hospitalsprovisor, Bürgermeister                                              |
| 1726–1728                           | Johannes Weil                                            | Kapitän der Schützengilde                                                                        |
| 1728–1729                           | Joh. Henr. Itter Schild Crafft                           |                                                                                                  |
| 1730–1731                           | Joh. Henr. Itter                                         |                                                                                                  |
| 1731–1733                           | Sebastian Schelhaase                                     | Consuli=Bürgermeister und Organist                                                               |
| 1733–1734                           | Johannes Weil Joh. Stippius                              |                                                                                                  |
| 1734–1735                           | Paul (Paulus) Hahn                                       |                                                                                                  |
| 1735–1738                           | Joh. Henr. Wiesenfelder                                  |                                                                                                  |
| 1738–1740                           | Daniel Weil                                              |                                                                                                  |
| 1740–1742                           | Paul Hahn                                                |                                                                                                  |
| 1742–1747                           | Conrad Friederics Becker                                 | auch: Conrad Driederics Becker                                                                   |
| vor 1747                            | Joh. Henrich Regenbogen                                  | vormals Bürgermeister und Schultheiß                                                             |
| 1747–1748                           | Muffert Daniel Weil                                      |                                                                                                  |
| 1748–1749                           | Joh. Eckhard Stippius                                    | designierter Bürgermeister                                                                       |
| 1749–1750                           | Eckhard Baumgarten Daniel Weil                           | Stellvertretender Bürgermeister                                                                  |
| 1750–1752                           | Weil                                                     |                                                                                                  |
| 1752–1754                           | Eckhard Baumgarten                                       |                                                                                                  |
| 1754–1764                           | Schelhase                                                |                                                                                                  |
| 1764–1766                           | Joh. Adam Thiele                                         |                                                                                                  |
| 1766–1768                           | Elias Kalb                                               |                                                                                                  |
| 1768–1769                           | Joh. Adam Thiele Elias Kalb                              |                                                                                                  |
| 1769–1770                           | Paul Hahn                                                |                                                                                                  |
| 1770–1771                           | Paul Hahn Elias Kalb Johann Henrich Reinemann            | Bürgermeister und ratsverwandt                                                                   |
| 1771–1773                           | Elias Kalb                                               |                                                                                                  |
| 1773–1777                           | Johannes Philipp Reinemann                               |                                                                                                  |
| 1777–1779                           | Adam Thiele Andreas Hilgenberg                           |                                                                                                  |
| 1779–1781                           | Paul Hahn Conrad Mardorf                                 |                                                                                                  |
| 1781–1783                           | Andreas Hilgenberg G. Hahn                               |                                                                                                  |
| 1783–1784                           | Andreas Hilgenberg Reinhard Wagner                       |                                                                                                  |
| 1784–1785                           | Hermann Hahn                                             |                                                                                                  |
| 1785–1786                           | Hermann Hahn Elias Kalb                                  |                                                                                                  |
| 1786–1788                           | Joh. Adam Thiele                                         |                                                                                                  |
| 1788–1789                           | Nik. Mardorf Joh. Adam Thiele                            |                                                                                                  |
| 1789–1790                           | Joh. Paulus Hahn Joh. Kalb                               |                                                                                                  |
| 1790–1791                           | Joh. Adam Thiele Nik. Mardorf Fleischhut Elias Kalb      | war Amtsschultheiß und Bürgermeister                                                             |
| 1791–1793                           | Nik. Mardorf                                             |                                                                                                  |
| 1793–1794                           | Joh. Her. Kalb                                           |                                                                                                  |
| 1794–1795                           | Andreas Hilgenberg                                       |                                                                                                  |
| 1795–1798                           | Joh. Henr. Kalb                                          |                                                                                                  |
| 1798–1799                           | Reinh. Wagner                                            |                                                                                                  |
| 1799–1800                           | Hermann Kalb                                             |                                                                                                  |
| 1800–1801                           | Reinh. Wagner                                            |                                                                                                  |
| 19. Jahrhundert                     |                                                          |                                                                                                  |
| Jahr                                | Bürgermeister                                            | Anmerkung                                                                                        |
| 1801–1804                           | Reinemann                                                |                                                                                                  |
| 1804–1806                           | ??                                                       |                                                                                                  |
| 1806–1808                           | Johann Hermann Kalb                                      | 1808 von den Franzosen abgesetzt                                                                 |
| 1808–1814                           | Heinrich Sonneborn                                       | von den Franzosen eingesetzt (bis 10. März 1808)                                                 |
| 1814                                | Sebastian Margraf                                        | nach französischer Besatzung (bis 5. September 1814)                                             |
| 1814–1815                           | Johann Hermann Kalb                                      |                                                                                                  |
| 1815–1817                           | Sebastian Margraf                                        |                                                                                                  |
| 1817–1821                           | Hilgenberg                                               |                                                                                                  |
| 1821–1822                           | Röse Paul Margraf                                        |                                                                                                  |
| 1822–1823                           | Heinrich Mardorf Conrad Müller                           |                                                                                                  |
| 1823–1829                           | Conrad Müller                                            |                                                                                                  |
| 1829–1830                           | Adam Röse                                                |                                                                                                  |
| 1830–1831                           | Heinrich Mardorf                                         |                                                                                                  |
| 1831–1833                           | Adam Röse                                                |                                                                                                  |
| 1833–1834                           | Johann Mardorf Wilhelm Müller                            |                                                                                                  |
| 1834–1842                           | Wilhelm Müller                                           |                                                                                                  |
| 1842–1845                           | Kalb                                                     |                                                                                                  |
| 1845–1847                           | Kalb Lange                                               |                                                                                                  |
| 1847–1880                           | Wiederhold Wilhelm Humburg                               | Apotheker und Bürgermeister                                                                      |
| 1880–1889                           | August Franz Eichler                                     | Bürgermeister und Tierarzt                                                                       |
| 1889                                | Hahn                                                     | Vize-Bürgermeister                                                                               |
| 7. Juni 1889 – 1. Oktober 1911      | Wilhelm Müller                                           |                                                                                                  |
| 20. Jahrhundert                     |                                                          |                                                                                                  |
| Jahr                                | Bürgermeister                                            | Anmerkung                                                                                        |
| 1911                                | Heinrich Mardorf                                         | Vize-Bürgermeister                                                                               |
| 3. November 1911 – 31. Oktober 1912 | Vesper                                                   | kommissarischer Bürgermeister                                                                    |
| 1. November 1912 – 31. August 1917  | Johann Bickel                                            | August 1914 bis März 1917 zum Kriegsdienst einberufen                                            |
| August 1914 – Ende 1918             | Heinrich Mardorf Wilhelm Völker                          | Vertretung für Johann Bickel                                                                     |
| 10. Juli 1918 – 25. April 1945      | Friedrich Baumgarten                                     | bis Ende 1918 im Kriegsdienst                                                                    |
| 26. April 1945 – 3. Juni 1961       | Heinrich Albrecht                                        | eingesetzt durch amerikanische Besatzungsmacht nach Ende der Besatzungszeit wiedergewählt        |
| 3. Juni 1961 – 7. März 1971         | Konrad Vogel                                             | vormals Betriebsratsvorsitzender der PREAG                                                       |
| 8. März 1971 – 11. Juli 1971        | Alfred Möller                                            | kommissarisch                                                                                    |
| 12. Juli 1971 – 30. September 1987  | Heinrich Kniest                                          | OAR Landratsamt Fritzlar                                                                         |
| 1. Oktober 1987 – 31. Dezember 2015 | Bernd Heßler                                             | Dipl. Betriebswirt Abtl. Wintershall AG-BASF                                                     |
| 21. Jahrhundert                     |                                                          |                                                                                                  |
| Jahr                                | Bürgermeister                                            | Anmerkung                                                                                        |
| 1. Januar 2016 – heute              | Marcèl Pritsch                                           | Angestellter bei B. Braun Melsungen AG                                                           |